# 阿巴莱萨
阿巴莱萨（Abalessa）是阿尔及利亚塔曼拉塞特省的一座城市，面积74.56平方公里，人口9,163人（2008年），年人口增长率为3.6%。阿巴莱萨位于跨撒哈拉贸易古道旁边，处在省会城市塔曼拉塞特西部80（50英里）。邮政编码为11120。
1. 1 2   (PDF). Office National des Statistiques Algérie.   [2013-05-30]. （原始内容 (PDF)存档于2011-11-13） （法语）.